# 古城往事
《古城往事》，2014年中国大陆播出的民初剧，导演夏钢，主演邢佳栋、叶璇、陈数、梁镜珂、方子春。2010年7月杀青，2014年9月3日天津文艺频道首播。

## 剧情
该剧根据林哲的长篇小说《外婆的古城》改编而成。
20世纪20年代，正值中华民国建立之初，外有强敌苏联、大日本帝国环伺，内有各军阀割据，国内百姓生活状况悲惨，慕天恩与顾家三女儿秀菊本来是有婚约的，但是秀菊逃婚，二女儿秀梅同情他的遭遇，嫁给了他，两人育有儿女，上海富家女黄安琪也偷偷爱上了他，却嫁给了自己不爱的男人。

## 演出
| 演员   | 角色          | 备注 |
| 邢佳栋 | 慕天恩        |      |
| 叶璇   | 顾秀梅/顾秀菊 |      |
| 陈数   | 黄安琪        |      |
| 梁镜珂 | 顾秀竹        |      |